# لوفبرا
لوفبرا (لغة انكليزية: Loughborough) هي بلدة تقع في المنطقة الادارية جارنوود في مقاطعة ليسترشاير، إنجلترا. حيث تعتبر المدينة مقر مجلس منطقة جارنوود، وموطن لجامعة لوفبرا. بلغ عدد سكان البلدة 57,600 نسمة في عام 2004،  مما يجعلها ثاني أكبر تجمع حضري في ليسترشاير. يقع بالقرب من حدود نوتنغهامشاير وعلى مسافة قصيرة من مدينة نوتنغهام ومطار إيست ميدلاندز ومدينة ديربي. تحتوي المدينة على أكبر مسبك أجراس في العالم، المعروف باسم جون تايلور بيل فاوندرز.الذي صنع أجراس النصب التذكاري للحرب كاريلون، وهو معلم في حدائق كوينز بارك في المدينة، وجرس كاتدرائية ليفربول وغيرها.

## التاريخ

### القرون الوسطى
أقدم ذكر لمدينة لوفبرا في كتاب ونشيستر في سنة 1086 باسم Loughburne. أيضا ظهر اسم لوفبرا في عقد في زمن هنري الثاني بأسم Loughburga. وفي سنة 1186 ظهر اسم لوفبرا كـ Loughburc في وثائق مالية. يشير معى اسم المدينة إلى «المكان المحصن».

### تصنيع
ظهرت الإشارة الأولى للتصنيع في منطقة لوفبرا في السنوات الأولى من القرن التاسع عشر، عندما حصل جون هيثكوات، وهو مخترع من ديربيشاير على براءة اختراع في عام 1809، على تحسين المنوال التبادلي، المعروف باسم آلة الدانتيل الملتوية، والتي سمحت بأضافة تأثيرات الدانتيل على المنسوجات.
قام جون هيثكوات، بالشراكة مع جارلس لاسي صاحب مصنع في نوتنغهام، حيث قام بنقل أعماله من هناك إلى قرية هاثرن، خارج لوفبرا. أصبحت «آلة لوفبرا» تنتج ما يُعرف باسم الشبكة الإنجليزية أو البوبينت. لكن تم مهاجمة المصنع في عام 1816 من قبل الحركة اللاضيه وتم تدمير 55 آلة في المصنع. دفع ذلك هيثكوت إلى نقل عمله إلى مصنع صوف مهجور في مدينة تيفرتون.
في عام 1888 تم الحصول على ميثاق التأسيس لمدينة لوفبرا، مما يعني السماح بانتخاب رئيس البلدية والنقابات. زاد عدد السكان من 11000 إلى 25000 في السنوات العشر التالية.
من بين المصانع التي تم تأسيسها كان مسبك روبرت تايلور بيل من قبل شركة جون تايلور وشركاه وشركة فالكون ورركس، التي أنتجت قاطرات بخارية، ثم سيارات، قبل أن تستولي عليها شركة بروش للماكينات الكهربائية. في عام 1897، أنشأ هربرت موريس مصنع إيمبرس وورك في منطقة مور لاين والتي أصبحت واحدة من أبرز مصنعي الرافعات بحلول منتصف القرن العشرين.
كان هناك أيضًا استثمار قوي قبل البلدية في أعمال صرف صحي جديدة في عام 1895، ثم محطات مياه في منطقة بلاكبروك ومحطة كهرباء في شارع بريدج في عام 1899.

### السياحة
في عام 1841، كانت لوفبرا الوجهة الأولى للرحلات المنظمة، التي نظمها توماس كوك لمجموعة ضبط النفس من ليستر.

### الضواحي
عندما نمت لوفبرا بشكل أكبر خلال القرن العشرين، بدأت في الحصول على ضواحي جديدة.
تقع ناحية ثورب في شمال غرب لوفبرا. حتى منتصف القرن العشرين، كانت قرية صغيرة من حوالي 20 منزلاً أو كوخًا، العديد من هذه البيوت ما زالت موجودة إلى الآن. هناك أيضًا كنيسة من القرن التاسع عشر (كنيسة جميع القديسين، ناحية ثورب مع ديشلي، تم بناؤها في عام 1845 وتم توسيعها في عام 1968) ونزل قديم، يسمى خان بلاوك. تم تضمين السكان في لوفبرا مع سكان جاريدون وارد في منطقة جارنوود. سميت العديد من الطرق على اسم الشعراء المشهورين. بعد الحرب العالمية الثانية، تم تطوير جزء من ناحية ثورب بشكل أكبر، إلى حد كبير في الخمسينات لموظفي شركة بروش للمكائن الالكترونية، حيث تم بناء 100 مسكن من الخرسانة. في الستينيات وأوائل السبعينيات، تم اختيار ناحية ثورب لتكون مكان لبناء مدينة جديدة تضم القرية القديمة. تقع اثنتان من مدارس لوفبرا الثانوية، كلية جارنوود وكلية دا ليال، على حافة الناحية. تقع الناحية أيضًا بالقرب من متنزة كارندون، وهي حديقة غزلان كبيرة من القرن الثامن عشر.
تم بناء ستونبو، في الطرف العلوي من طريق ماكسويل، في الثمانينيات. بدأ المزيد من التطوير في عام 2004، لربط طريق ماكسويل بطريق ميتشل، حيث تقع مدرسة ستونبون الابتدائية.
تم بناء ضاحية ديشلي الأصلية، قبالة طريق ديربي في السبعينيات. أصبحت كنيسة ديشلي الآن خرابًا في طريق ديربي. تم دفن الفلاح روبرت باكويل (1726-1795) هناك.
شيلثورب والمنطقة المحيطة بها تعتبر ضاحية جديدة في جنوب لفبرا. بدأ العمل في شيلثورب الاصلية في عام 1929، ولكن تم إيقاف التطوير بسبب الحرب العالمية الثانية واستؤنف في عام 1946. في الضاحية الآن عدد من المحلات التجارية. إضافة لقطعة معمارية رائعة ولكن غالبًا ما يتم تجاهلها هي مجموعة من اثني عشر منزلاً تحيط بمفترق الطرق في امتداد شارع كاسلداين وطريق وودثروب وطريق شلثروب.

يعود تاريخ ضاحية فيرميدوز واي والمنطقة المحيطة بها إلى الغرب من شلثورب وجنوب الجامعة إلى السبعينيات. تمتد المنطقة من طريق هوليول درايف إلى طريق هازال. يقع رينبو، وهو مأوى للأطفال  ومدرسة ووردبروك فال الثانوية على حافة الضاحية. يقع متنزة غرينج إلى الجنوب. بدأ البناء في عام 2006 بعد الانتهاء من طريق تيري يالدلي. بحلول عام 2018، قامت شركة وليامز دايفز ببناء 1000 منزل. كما تقوم شركات أخرى بالبناء في غرب شيلثورب وجنوب الجامعة.

## الاقتصاد

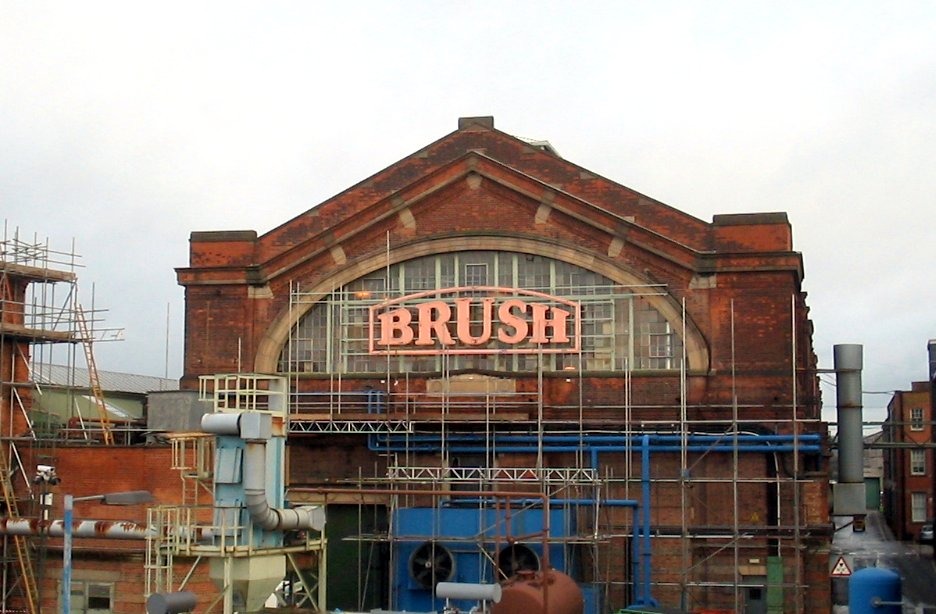
معمل هندسة شركة بروش

مركز منطقة التسوق في لوبورو هو السوق المخصص للمشاة وشارع خاص بالاسواق، اللذان يحافظان على عدد من المباني ذات طراز آرت ديكو الأصلية، مثل المبنى الذي يضم حاليًا سينما المدينة. يقام سوق محلي خارجي كبير في ماركت بليس كل خميس وسبت. يوجد سوق شهري للمزارعين. أول ذكر للسوق في لوفبرا كان في عام 1221.[بحاجة لمصدر]
تم بناء مركز التسوق رشز أيضًا في موقع محطة الحافلات السابقة وتوجد فيه عدد من العلامات التجارية المنتشرة في انحاء البلاد. يرتبط مركز التسوق رشز بمنطقة وسط المدينة بواسطة جرجغيت وجرجكيت ميوز؛ هذا الأخير لديه متاجر مستقلة.
في عام 2013 تم الانتهاء من تطوير رئيسي جديد، البوابة الشرقية (Eastern Gateway)، التي طورت المنطقة المحيطة بمحطة السكك الحديدية بطريق جديد ومساكن جديدة.
تم الانتهاء من بناء مركز المشاة في وسط المدينة في نوفمبر 2014. يهدف المخطط إلى تحسين الاقتصاد داخل وسط المدينة وتقليل التلوث من الازدحام المروري.

## الصحافة
صحيفة لوفبرا الأسبوعية المحلية هي لوفبرا ايكو. المدينة أيضا تخدمها صحيفة ليسترشير اليومية، ليستر ميركوري.

## المناخ
مثل معظم الجزر البريطانية، تشهد لوفبرا مناخًا بحريًا مع صيف بارد وشتاء معتدل. تقع أقرب محطة طقس تابعة لمكتب مَت اوفيس في سوتون بونيغنتون في مقاطعة نورثامتون، على بُعد 5 أميال شمال وسط المدينة. وكانت أعلى درجة حرارة مسجلة في تلك المنطقة 36.0 °م (96.8 °ف)  في 25 يوليو 2019.

## المدن التوأم
لمدينة لوفبرا توأمة مع المدن:
- ابنال، فوغ، فرنسا[12]
- جيمبلوكس، نامور، بلجيكا

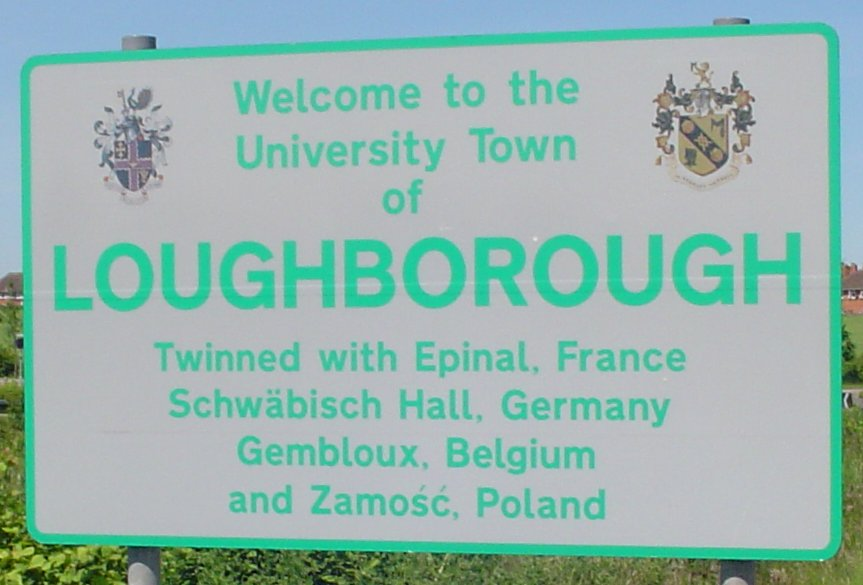
علامة لوفبرا، واسماء المدن التوأم.

- شفايبيش هال، بادن-فورتمبيرغ، ألمانيا[13]
- زاموشتش، لوبلين، بولندا[14]

إضافة فان مدينة لوفبرا لديها علاقة صداقة مع لا شيء بهافناغار، جوجارات، الهند 

## روابط خارجية
- مجلس تشارنوود بورو
- لوفبرا تاون هول
- لوفبرا كاريلون
- مجلس شباب جارموود